# گانساو ژاندوو-نگوه
گانساو ژاندوو-نگوه (به لهستانی:  Gąsawy Rządowe-Niwy) یک روستا در لهستان است که در گمینا یاستژانب واقع شده‌است.